# Bleilochtalsperre
Die Bleilochtalsperre ist eine Talsperre in Thüringen, die seit 1932 das Wasser der Saale mit einer Gewichtsstaumauer anstaut. Der dadurch entstandene Bleilochstausee hat von allen Stauseen in Deutschland das größte Fassungsvolumen (siehe Liste). Die Talsperre ist nach den Bleilöchern benannt, die sich vor der Anstauung dort befanden und in denen Blei abgebaut wurde. Die Staumauer zählt zu den Historischen Wahrzeichen der Ingenieurbaukunst in Deutschland.

## Anlage
Die Talsperre ist Teil der fast 80 Kilometer langen, fünffach gestuften Saalekaskade. Saaleabwärts befindet sich der Hohenwarte-Stausee mit dem Ausgleichsbecken Eichicht.
Die zwischen 1926 und 1932 errichtete, 65 m hohe und 205 m lange Gewichtsstaumauer in der Nähe von Gräfenwarth und Schleiz staut 215 Millionen Kubikmeter Wasser der Saale. Der Bau erfolgte innerhalb der Notstandsarbeiten des Landes Thüringen. Dazu wurden Arbeitslose aus allen Teilen Thüringens und Sachsens für jeweils sechs Monate beim Bau der Sperre beschäftigt. Zum Bau der Staumauer wurde eigens eine Eisenbahnstrecke errichtet. Sie war ein Abzweig der Bahnstrecke Schleiz–Saalburg und zweigte im Bahnhof Gräfenwarth ab und führte bis Gräfenwarth Sperrmauer Gbf. Die Linie war noch lange in Betrieb und wurde elektrisch betrieben. Für den Stausee wurden etwa 700 Menschen umgesiedelt. Der 28 Kilometer lange Stausee hat eine Fläche von rund 9,2 Quadratkilometern, wobei seine Größe jahreszeitlich und abhängig vom Pegel leicht schwankt.
Das von der Vattenfall Europe AG betriebene Wasserkraftwerk Bleiloch am Fuß der Staumauer hat eine Leistung von 80 Megawatt und dient der Bereitstellung von Spitzenlastenergie. Der Netzanschluss erfolgt über die Schaltanlage Remptendorf auf der 110-kV-Hochspannungsebene in das Stromnetz des Verteilnetzbetreibers TEN Thüringer Energienetze. Die Bleilochtalsperre begrenzt das Oberbecken, als Unterbecken (Ausgleichsbecken) dient die Talsperre Burgkhammer.

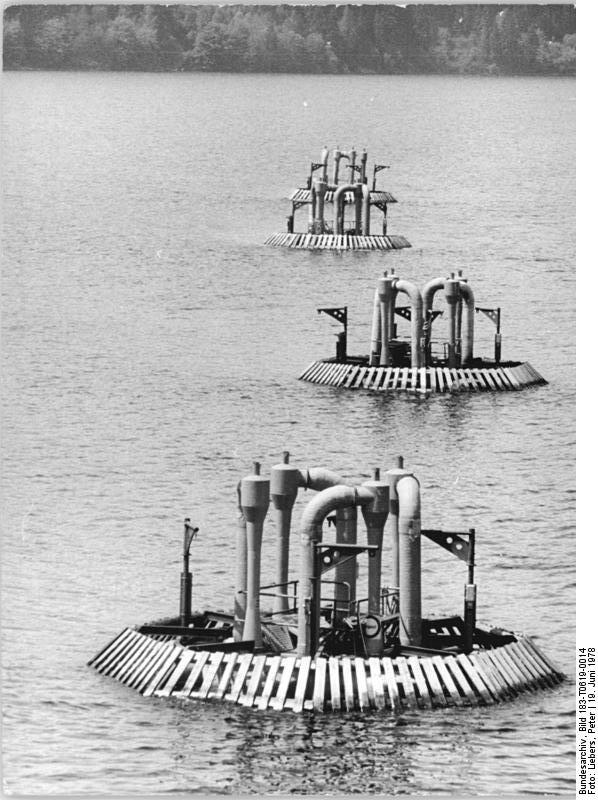
Belüftungsanlagen im Stauraum (1978) dienten der Qualitätsverbesserung des stark schadstoffbelasteten Wassers
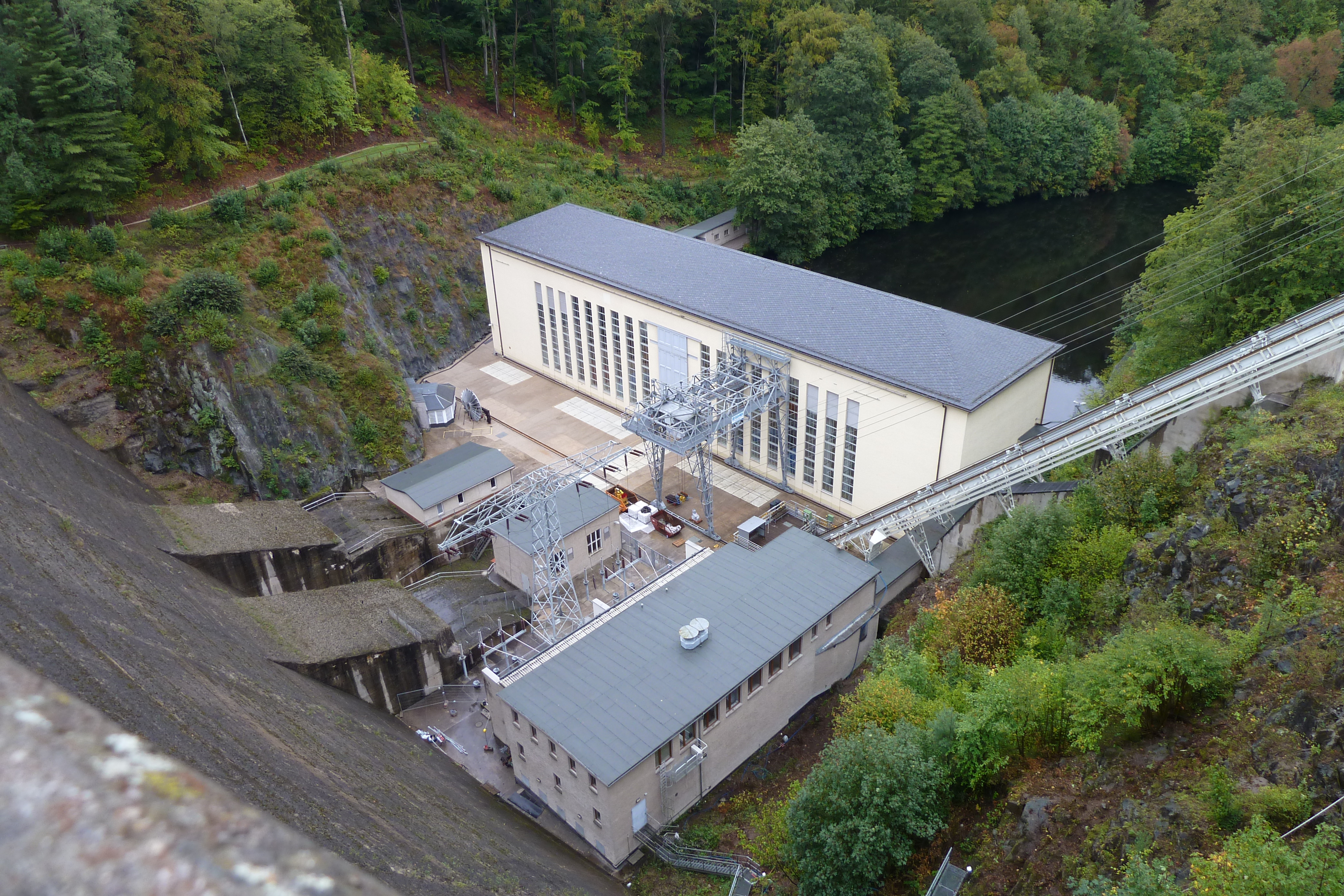
Blick auf das Krafthaus am Fuß der Staumauer
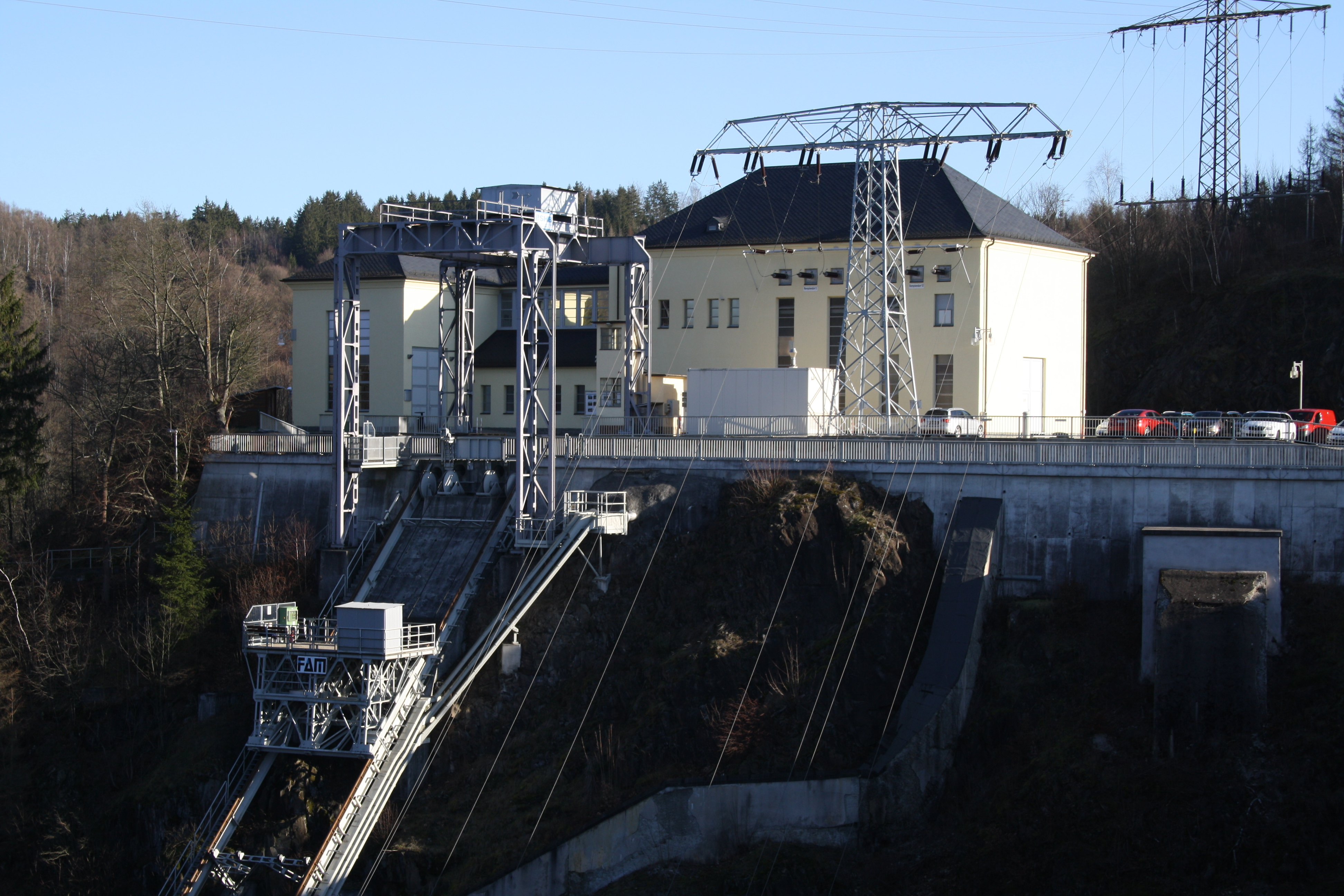
Umspannwerk und Schrägaufzug zum Krafthaus

## Geschichte
Der Bau der Talsperre erfolgte 1926 bis 1932 zunächst durch die AG Obere Saale (gegründet 1925), dann durch die Saaletalsperren AG. Es bestand zum einen Interesse am Hochwasserschutz, vor allem ausgelöst durch das Hochwasser im November 1890. Zum anderen suchte die Firma Carl Zeiss in Jena eine neue Bezugsquelle für elektrischen Strom. Das Wasserkraftwerk wurde bis Mitte des 20. Jahrhunderts von der Thüringischen Landeselektrizitätsversorgungs-Aktiengesellschaft (Thüringenwerk) betrieben, danach vom VEB Kraftwerke Saaletalsperren, ab 1954 vom VEB Energieversorgung Gera, ab 1979 vom Energiekombinat Gera. Nach der Wende und friedlichen Revolution in der DDR wurden die Energiekombinate durch die Treuhandanstalt privatisiert (im Rahmen des sogenannten Stromvertrags). Die ostdeutschen Wasserkraftwerke wurden 1990 zunächst von der Vereinigte Kraftwerks AG übernommen, nach deren Fusion mit der Verbundnetz Elektroenergie AG im Jahre 1991 gingen die Kraftwerke an die Vereinigte Energiewerke AG (VEAG) über. 1994 erfolgte der Verkauf durch die Treuhandanstalt an ein aus der PreussenElektra AG, den Rheinisch-Westfälischen Elektrizitätswerken AG und der Bayernwerk AG bestehendes Konsortium und im Jahr 2001 der zweite Verkauf an die kurz zuvor vom schwedischen Energiekonzern Vattenfall übernommene Hamburgische Electricitäts-Werke AG (HEW), so dass heute das Kraftwerk der Vattenfall GmbH (zuvor Vattenfall Europe AG) gehört.

Bauinstallationsplatz
Bau der Staumauer
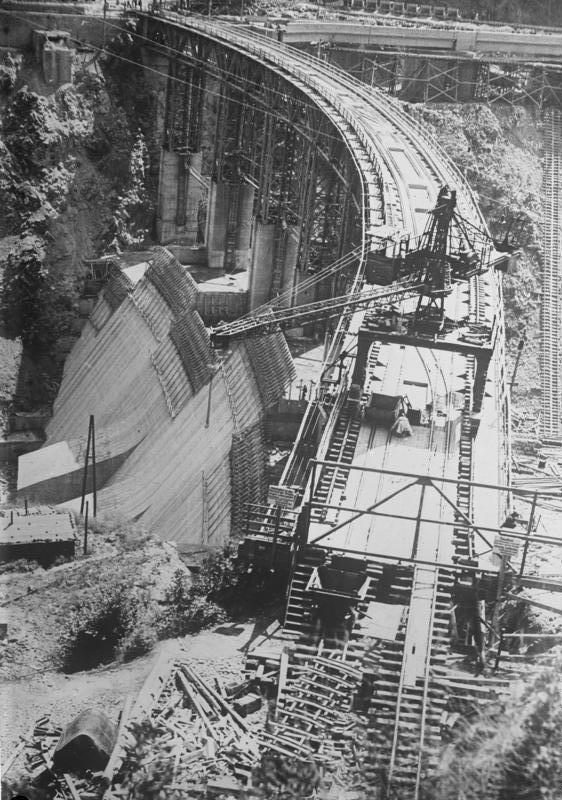
Bau der Staumauer (1931)
Bau des Maschinenhauses

## Tourismus

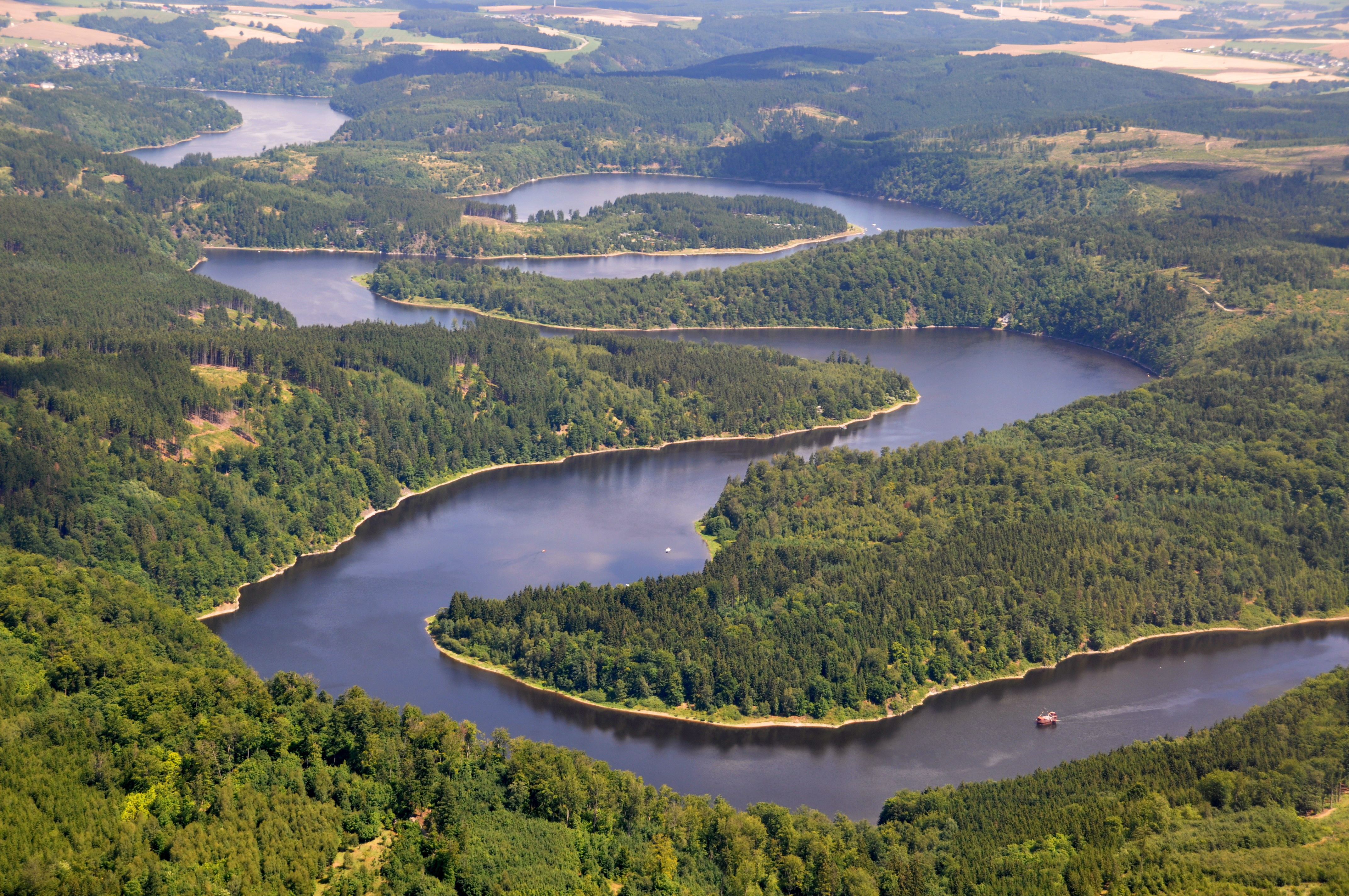
Luftbild des Bleiloch-Stausees Richtung Norden; oben links Saalburg

Die Bleilochtalsperre ist ein beliebtes Naherholungsgebiet, das vor allem von Freunden des Wassersports und des Wanderns gern besucht wird. Von Saalburg aus, dem wichtigsten Ort direkt am Stausee, dessen untere, nun überfluteten Ortsteile im Rahmen der Baumaßnahmen verlegt wurden, kann man den Bleilochstausee mit Fahrgastschiffen befahren.
Das Befahren des Stausees mit Motorbooten ist auf die Zeit vom 1. März bis zum 30. November beschränkt. Für Boote, deren Leistung 15 PS übersteigt, bedarf es eines Bootsführerscheins. Zudem sind für Boote mit Verbrennungsmotoren kostenpflichtige Zulassungen erforderlich.
Im Gebiet des Stausees werden geführte Wanderungen mit ausgebildeten Naturführern angeboten, z. B. im Raum Saalburg, Zoppoten, Bad Lobenstein, Blankenstein, Harra u. a. Informationen dazu gibt es bei den Naturführern des Naturparks Thüringer Schiefergebirge/Obere Saale. Die Hänge der Bleilochtalsperre sind als Europäisches Vogelschutzgebiet ausgewiesen.

### Veranstaltungen
Seit 1997 findet jährlich am zweiten Augustwochenende am Ostufer das Festival SonneMondSterne mit mittlerweile über 40.000 Besuchern statt. Vom 12. bis 16. September 2012 war die Bleilochtalsperre Austragungsort für die Hovercraft-Weltmeisterschaft. Seit 2005 wird im April am Bleilochstausee der Bleilochlauf ausgetragen, mit Läufen über 12, 24 und 46 Kilometern. Außerdem findet immer am Pfingstwochenende die Traditionelle Thüringer Pfingstregatta im Kanurennsport statt. Der gastgebende Verein WSV Rosenthal e. V. empfängt auf der Regattastrecke in Saaldorf durchschnittlich 600 Aktive aus Deutschland und Österreich. Im Juni findet die Bad Lobensteiner Ruderregatta, ausgetragen vom Bad Lobensteiner Ruderverein, statt.